# RealD 3D

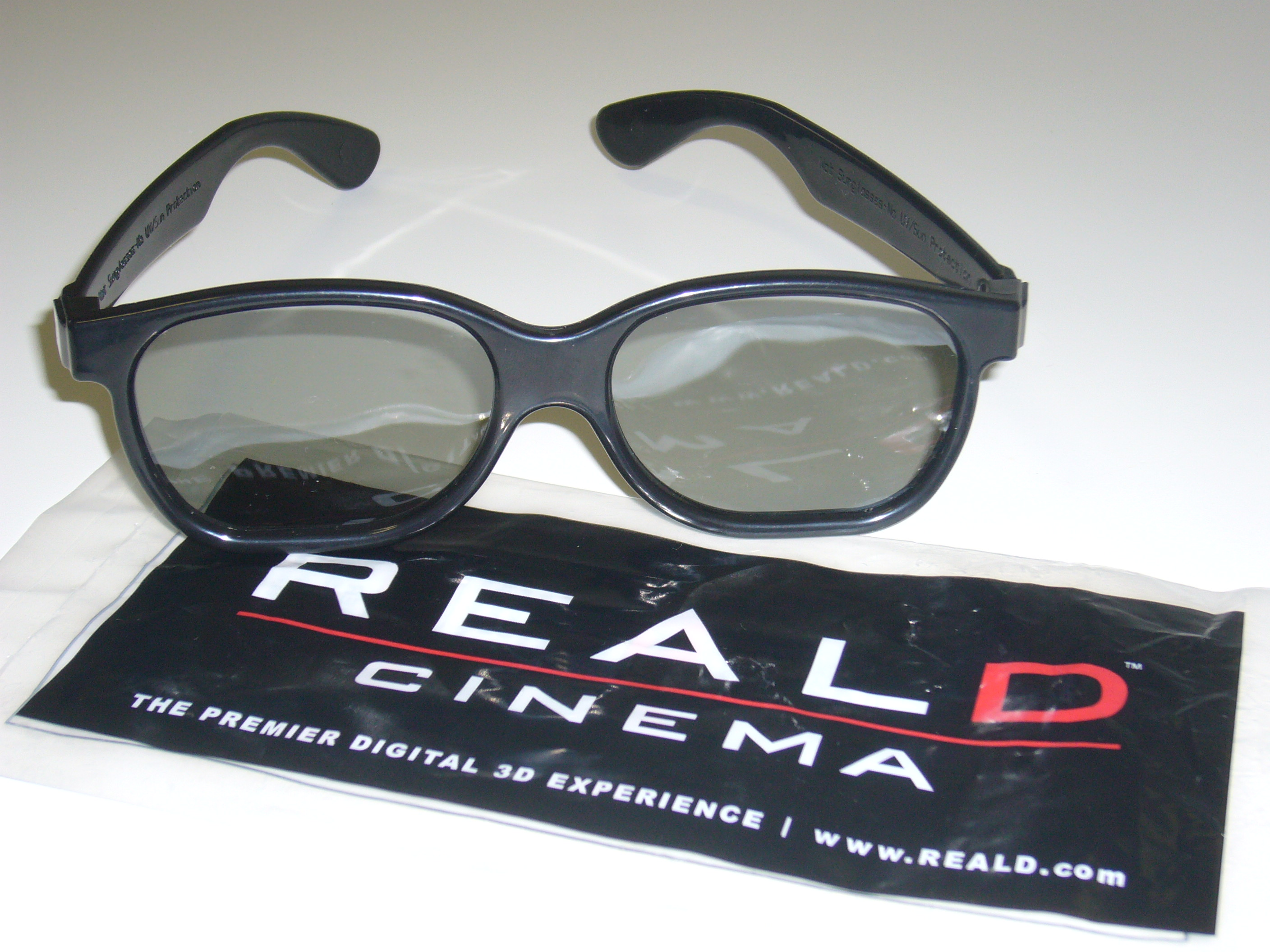
Окуляри RealD

RealD Cinema — це технологія цифрового стереоскопічного проєкціонування. Одна з найбільш широкорозповсюджених технологій для показу стереоскопічних («3D») фільмів в кінотеатрах. На відміну від технології IMAX 3D, RealD використовує лише один проєктор. Компанія Sony має ексклюзивну угоду на використання технології RealD для показу фільмів, за допомогою своїх 3D-проєкторів.

## Історія компанії
RealD була заснована Майклом В. Л'юісом і Джошуа Гріром в 2003 році. В 2005 RealD викупила компанію Stereographics, яка володіла однойменною технологією і таким продуктом як CrystalEyes. У 2007 році RealD заволоділа оптичними розробками ColorLink, провідного постачальника RPTV, поляризованих плівок та інших оптичних технологій. В подальшому RealD доопрацювала технології цих компаній і створила свої власні системи 3D-проєкціонування.

## Технологія
В технології RealD 3D використовується кругова поляризація світла. Ця технологія подібна IMAX з тією різницею, що кругова поляризація, на відміну від лінійної, дозволяє зберегти стерео-ефект і запобігти двоїнню зображення при невеликих бокових нахилах голови.
Проєктор почергово проєкціонує кадри для кожного ока, причому кожен кадр проєкціонується в циркулярному поляризованому світлі — по годинниковій стрілці для правого ока, проти годинникової — для лівого. Відбувається це завдяки встановленому «електронно-поляризаційному» фільтру, в якому почергова циркуляційна поляризація відбувається завдяки «багатошаровому пирогу» з поляризаційних і РК фільтрів. Окуляри з протилежною круговою поляризацією забезпечують процес фільтрації відповідного світла, після чого, кожне око бачить призначену йому картинку незалежно від кута нахилу голови. В RealD використовується висока частота зміни кадрів: 72 кадри в секунду для кожного ока. Кожний кадр проєкціонується тричі, в стандартному відео — 24 кадри в секунду.
Поляризаційний фільтр, що знаходиться перед проєктором поглинає половину яскравості зображення.
RealD технологія, які і всі інші 3D технології, що базуються на основі поляризації, потребує спеціалізований, посрібнений екран. В протилежному випадку зображення відбите від екрану втрачатиме набуту поляризацію, відповідно — стерео-ефекту не відбудеться.

## RealD XL
RealD XL Cinema System — це модифікація технології RealD, призначена спеціально для екранів великих розмірів. В першу чергу відрізняється тим, що в проєкторі використовується потужніша лампа підсвічування. Ця технологія дозволяє проєкціонувати стереозображення на екрани по ширині до 24 метрів, в той час, як базова технологія, дозволяє забезпечує розмір проєкції до 13,7 м.
В перше технологія RealD XL була запущена 5-го листопада 2007-го року, на прем'єрі фільму Беовульф від Paramount Pictures в Лос-Анджелесі

## RealD XLS
Модифікація RealD XLS може бути використана з екранами до 15 м завширшки. Перевага модифікації — в збільшеній яскравості зображення за рахунок використання запатентованої системи управляння світловим потоком.
Для проєкціонування використовується проєктор Sony 4K SXRD.